# Arras-Kultur
Die Arras-Kultur ist eine archäologische Kultur der mittleren und jüngeren Eisenzeit, also dem 4.–2. Jahrhundert v. Chr. Sie ist mehrheitlich auf das East Riding of Yorkshire in Nordost-England beschränkt, von Holderness im Südosten bis in das zentrale Vale of York im Norden vom Vale of Pickering bis zum südlichen Rand der North York Moors. Wagengräber wie Newbridge in Schottland, oder Ferry Fryston im West Riding sind Merkmale außerhalb der Kultur.
Die Kultur ist nach einem Anfang des 19. Jahrhunderts entdeckten Gräberfeld von Arras Farm, sechs Kilometer östlich von Market Weighton benannt, welches etwa 100 Gräber umfasste.

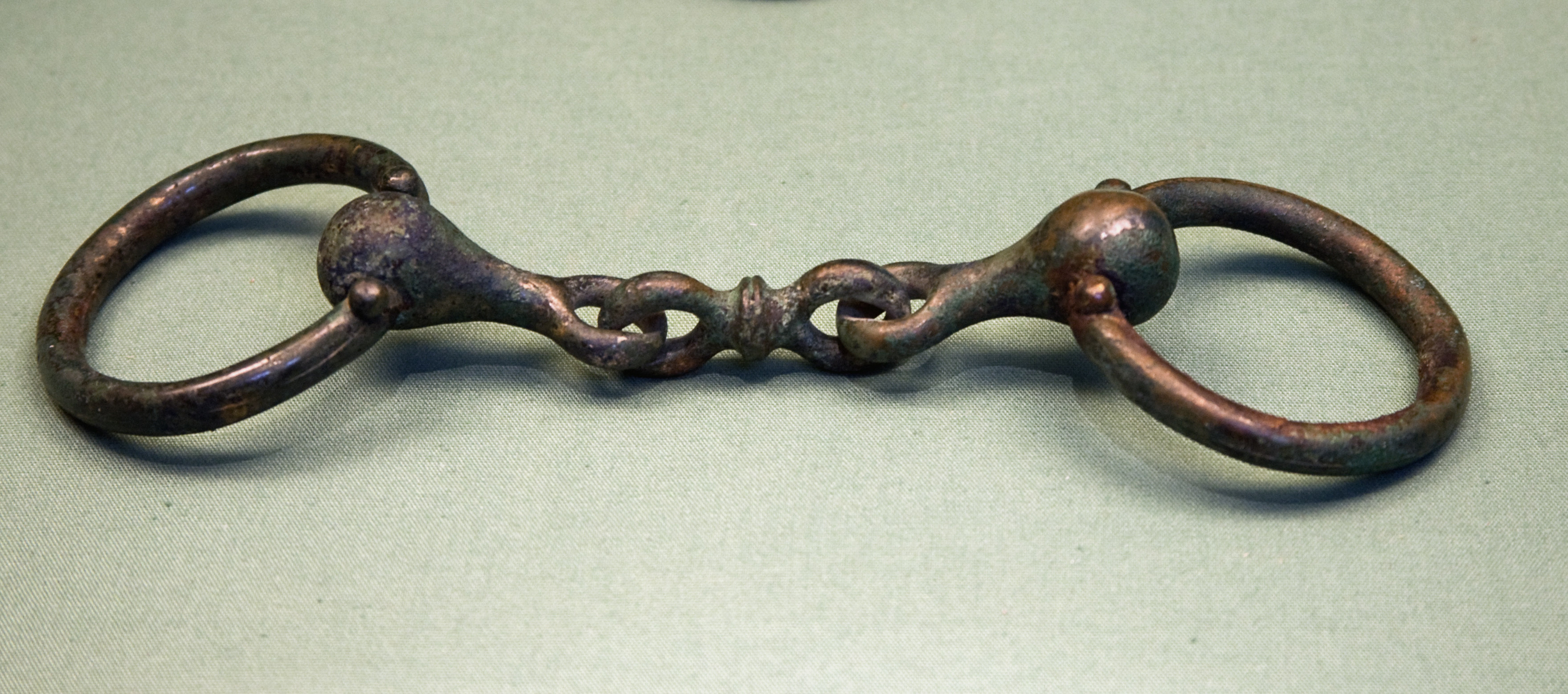
Pferdeknebel der Arras-Kultur aus dem King's Barrow, Arras Farm

## Bestattung
Die Kultur wird durch ihre Bestattungspraktiken definiert, die außerhalb East Yorkshires ungewöhnlich, aber in Kontinentaleuropa zu finden sind und Ähnlichkeiten mit denen der Latènekultur aufweisen. Die Körperbestattungen umfassen Wagenbestattungen oder Bestattungen in quadratischen Gehegen. Im Gegensatz zu kontinentalen Bestattungen waren die Gräberfelder überfüllt, nicht erweitert. Die Bestattungen wurden von der zweiten Hälfte des 1. Jahrtausends v. Chr. bis zur römischen Eroberung (etwa 70 n. Chr.) datiert. Die Grabbeigaben und Wagendesigns waren hauptsächlich im britischen, nicht im kontinentalen Stil. Square Barrows sind runde Erdhügel mit Durchmessern zwischen 6,0 und 15,0 m die eine zentrale Grabstätte bedecken die von einem quadratischen oder rechteckigen Graben umgeben ist. Die zentrale Bestattung ist in der Regel eine Erwachsenenbestattung und liegt auf der alten Bodenoberfläche oder in einer Grube. Die meisten Square Barrows stammen aus dem 6. und 5. Jahrhundert v. Chr. und sind hauptsächlich in Humberside und East Riding of Yorkshire zu finden. Eine zunehmende Zahl wird jedoch in anderen Teilen Englands anerkannt. Die Square-Barrow-Tradition wurde als Schlüsselelement der Arras-Kultur charakterisiert, die möglicherweise von Siedlern aus Frankreich nach Ostengland eingeführt wurde.
Die früheste Beschreibung des Gräberfeldes von Arras erfolgte in einem Brief von 1699 den Abraham de la Pryme, Pfarrer in Kingston upon Hull, an seinen Freund Gale Dean aus York, in dem er schrieb: „Ich sah auf meinem Reise nach York, viele Hundert Grabhügel, die ich für römisch halte, an einem Ort namens Arras, auf dieser Seite von Wighton, der von keinem Autor erwähnt wird und die ich im nächsten Sommer zu erforschen gedenke.“ Es scheint, dass er seine Absicht nicht weiterverfolgte.
Erste Gräber wurden 1721 ergraben. Von Greenwell (1820–1918) und John Robert Mortimer (1825–1911) wurden 1897/98 die Dane’s Graves untersucht. Das größte Gräberfeld, in Wetwang Slack, enthält über 450 Gräber und datiert in die Zeit zwischen 300 und 150 v. Chr. Es erstreckt sich bis auf das Gemeindegebiet des angrenzenden Garton Slack. Es wurde zwischen den späten 1960er bis in die 1980er Jahre durch T. C. M. Brewster und John Dent ausgegraben, da es vom Kiesabbau bedroht war.
Zahlreiche der typischen Bestattungen mit Vierecksgräben sind auf Luftbildern identifiziert worden. Gräberfelder sind so deutlich besser bekannt als Siedlungen. Sie liegen vor allem in der Nähe von Wasserläufen und oft auch von Grenzwällen. Die Zahl der Gräber liegt zwischen einigen Dutzend (Burton Fleming) und 400. Die Toten wurden meist als Hocker bestattet, mit dem Kopf im Norden oder Nordwesten. Lediglich in Burton Fleming und Rudston finden sich gestreckte Bestattungen.
In den Gräbern finden sich oft Schaf- oder Schweineknochen als Beigaben.
Männergräber enthalten bisweilen Waffen, darunter Schwerter, Schwertscheidenbeschläge, Lanzenspitzen und Schildbuckel. Stead identifizierte sie als „Kriegergräber“. Einige der Bestatteten wurden scheinbar mit Speeren beworfen und so beigesetzt (Garton Station 10, Pocklington)
Die Bestattungssitten unterscheiden sich teilweise von anderen Regionen Englands. Es gibt große Körpergräberfelder, während die sonstige Praxis in England Grubenbestattungen, Exkarnation oder Verbrennung war. Die meist rechteckigen Gräben eingefassten und mit einem Hügel bedeckten Gräber der frühen Arras-Kultur erinnern an Befunde im Pariser Becken. Die frühesten Befunde stammen aus dem späten 5. Jahrhundert, als diese Sitte auch im Bereich der La-Tène Kultur aufkam. Spätere Gräber weisen eine tiefere Grube auf, aber sind meist wesentlich kleiner.
Über 20 Wagengräber, z. B. aus Garton Slack, Ferrybridge, Garton Station und Kirkburn sowie zwei aus und Pocklington und drei aus Wetwang Slack sind in England ungewöhnlich. Die Wagen wurden für die Bestattung meist auseinandergenommen, lediglich die Wagen von Ferry Fryston und Pocklington waren komplett beigegeben. Sowohl Männer als auch Frauen wurden in oder unter Wagen bestattet, oft auf den Rädern. Meist wurden relativ junge Menschen so bestattet. Ein Joch oder Pferdegeschirr zeigt die Position der Pferde an, die jedoch nicht oft mitbestattet wurden, außer im Kings’ Barrow im Gräberfeld von Arras und in Pocklington. Die Achsen der Wagen zeigen gewöhnlich nach Norden. Einer war vielleicht verkehrt herum begraben. Einige der Wagengräber haben eine runde Einhegung, deren Eingang nach Westen zeigt.
Die Bestattungssitten haben starke Ähnlichkeit mit denen in der Champagne. Die Keramik ist jedoch handgemacht und unverziert, wie im übrigen Britannien. Die Ähnlichkeit wurde durch eine etwa 300 v. Chr. erfolgte Migration von Gallien nach Ost-England erklärt. Sie entspricht dem „Eastern Second B“ in Hawkes’ detaillierten Schema.

## Gräberfelder
Die Arras-Kultur ist vor allem für ihre Bestattungen in Grabhügeln, die durch quadratische Gräben begrenzt waren darunter auch Wagengräber bekannt. Es werden zwei Bestattungsarten unterschieden:
- die geduckte, Nord-Süd-orientierte und die gestreckte, Ost-West-orientierte.

Auch die Grabbeigaben variieren bei den Bestattungsarten:
- Fibeln und Schafsknochen waren bei Hockbestattungen üblich, während Schweineknochen, Schwerter, Speerspitzen und Werkzeuge die gestreckten prägten. Mehrere Leichen waren im Rahmen des Bestattungsrituals aufgespießt worden.

Die Wagengräber umfassten eine vielfältigere Auswahl an Artefakten, darunter verzierte Metallarbeiten und das vollständigste Beispiel einer Kettentunika aus der keltischen Welt. Sie lieferten auch Informationen über die Karren der Eisenzeit und verursachten ein erneutes Nachdenken über ihre Rekonstruktion.
- Arras Farm
- Burton Fleming
- Cowlam
- Dane’s Graves
- Garton Station
- Kirkburn
- Pocklington
- Rudstone
- Wetwang Slack/Garton Slack

## Siedlungsweise
Die Siedlungen konzentrieren sich in den Tälern der Wolds|. In Wetwang Slack wurde eine Siedlung mit ca. 100 traditionellen britischen Rundhäusern und Vierpfostenspeichern ausgegraben. In Gallien dagegen wurden zu dieser Zeit rechteckige Häuser bewohnt. Aus Bell Slack (Burton Fleming) und Blealands Nook (Fimber and Wetwang) sind Einhegungen bekannt, die vermutlich der Viehhaltung dienten. In Blealands Nook sind Tierbestattungen nachgewiesen, im Friedhof von Wetwang Slack waren zwei komplette Rinder in Gräbern bestattet, die mit denen der Menschen identisch waren. Höhenbefestigungen sind, im Gegensatz zum Süden der Insel, unbekannt. Auch die ΔN-Werte verweisen auf einen hohen Anteil von Fleisch in der Nahrung. Zwischen den in den Wagengräbern bestatteten und dem Rest der Population wurden keine signifikanten Unterschiede in der Ernährung festgestellt. Auch die Individuen mit Tierbeigaben in den Gräbern wichen nicht signifikant vom Durchschnitt ab.
Lineare Erdwerke wie Paddock Hill werden als Grenzwälle gedeutet.

## Herkunft
Die Parisii, ein keltischer Stamm, der das Gebiet zur Zeitenwende bewohnte, wurden als die Nachkommen einer eingewanderten keltischen Oberschicht mit Kontakten zur La-Tène-Kultur im nördlichen Gallien und nach Belgien gedeutet. Diese Idee stützte sich auch auf den zuerst von Ptolemäus überlieferten Parisii in Britannien mit der Hauptstadt Petuaria, deren Name dem der Parisii der Zeit Caesars im Seinetal gleicht. Es wird inzwischen jedoch für wahrscheinlicher gehalten, dass eine Übernahme gallischer Sitten durch eine ausländische Elite ohne große Bevölkerungsbewegungen erfolgte, durch Einheimische, die eine kontinentale Praxis imitierten, um ihr Prestige zu steigern. Eine Isotopen-Studie durch Janet Mongomery von der Universität Durham zeigte, dass alle untersuchten Skelette lokale Signaturen haben.